# 이타비아 항공 870편 추락 사고
이타비아 항공 870편 추락 사고는 1980년 6월 27일, 볼로냐 굴리엘모 마르코니 공항에서 팔레르모 국제공항으로 가던 이타비아 항공 소속 항공기가 테러리스트의 폭탄으로 인해 우스티카 근처 티레니아 해에서 추락하여 81명 전원이 사망한 사건이다. 1994년 사고 원인이 밝혀졌는데, 원인은 테러리스트의 폭탄으로 인한 사고였다. 하지만 당시 이탈리아 총리 프란체스코 고시가는 원인이 리비아와 NATO 전투기 간의 공중전 중 실수로 격추된 것으로 돌렸다.

## 항공기
사고기는 맥도날 더글라스 DC-9이고, 1966년에 제작되어서 하와이안 항공으로 운항하다가 1972년에 이타비아 항공에 인수되었다.

## 비행기록
1980년 6월 27일에 항공기는 볼로냐 굴리엘모 마르코니 공항에서 시칠리아 팔레르모 국제공항으로 예정된 운항을 위해 1시간 53분이 지연되어 출발하였다. 77명의 승객이 탑승하였고, 도메니카 가티 기장과 엔조 폰타나 부기장이 조종석에 있었고, 승무원 2명이 탑승하였다.
항공기의 마지막 메세지가 CEST 20시 37분에 연락이 두절되어 우스티카섬 근처 티레니아 해에서 추락하였다. 이탈리아 공군 F-104 2대가 출격하여 사고지역을 수색하였지만, 결국 실패하였다.
떠다니는 잔해와 시체는 나중에 발견되었다.